# Marco Antonio Guarini
Marco Antonio Guarini, o Marcantonio Guarini (Ferrara, 1570 – 1638), è stato uno storico e letterato italiano vissuto tra la fine del Seicento e l'inizio del Settecento, nipote di Battista Guarini e autore del Compendio Historico e dell'opera Famiglie illustri della città di Ferrara.

## Opere
- Famiglie illustri della città di Ferrara.
- Compendio historico dell'origine, accrescimento, e prerogatiue delle Chiese, e luoghi pij della citta, e diocesi di Ferrara, e delle memorie di que' personaggi di pregio, che in esse son sepelliti [...], Ferrara, heredi di Vittorio Baldini, 1621, SBN FERE000146.

### IlCompendio Historico

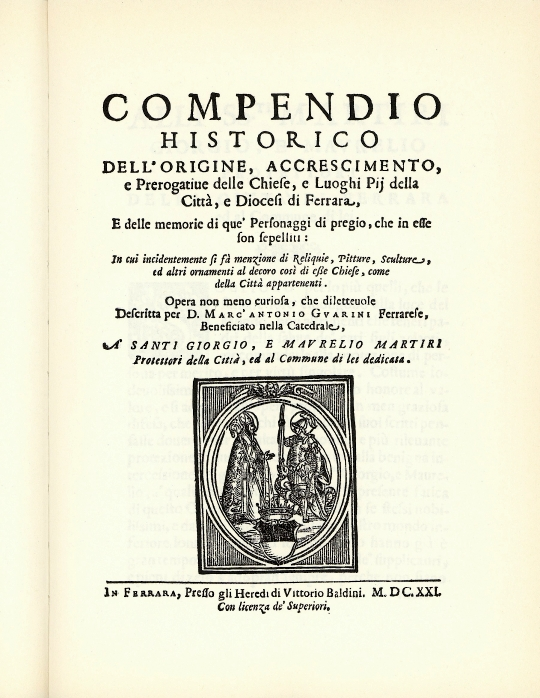
Marco Antonio Guarini, Compendio Historico.

La sua opera principale è il Compendio Historico, detto completamente:
(Marco Antonio Guarini)
Nella sua opera, il Guarini cita Ugo dei Pagani:
(Marco Antonio Guarini, Compendio Historico, p. 224)
E anche Raffaella Aleotti:
(Marco Antonio Guarini, Compendio Historico, p. 376)